# Serguei Bodrov
Serguei Vladimirovitx Bodrov (nascut el 28 de juny de 1948, Khabarovsk), també conegut com Serguei Bodrov Sr., és un director de cinema, guionista, productor i actor de cinema soviètic i rus. Fou nominat dues vegades al Premi Oscar a la millor pel·lícula de parla no anglesa per les pel·lícules Kavkazski plennik (lit. El presoner del Caucas, 1996) i Mongol (2007). També és coguionista de la pel·lícula Est-Ouest (1999), la qual també fou nominada als Premis Oscar.
És pare de l'actor i director de cinema Serguei Bodrov Jr. (27 de desembre de 1971 - 20 de setembre de 2002).

## Biografia
Nascut a Khabarovsk el 28 de juny de 1948, té arrels russes, tàrtares, buriates i iacutes. Va començar la seva carrera com a periodista. El 1970, va obtenir el tercer lloc al concurs de la revista Krokodil per a la millor història satírica i humorística. El 1974 es va graduar a la Universitat Panrusa Guerassimov de Cinematografia de Moscou (VGIK). El mateix any esdevingué membre del PCUS.
A partir dels seus guions s'han produït més d'una vintena de pel·lícules. Entre els seus treballs de direcció destaquen Neprofessionalni (lit. Els no professionals, 1985), que obtingué el premi especial del jurat al festival de Torí, Katala (1989), SER (sigles de Свобода — это рай, Svoboda - eto rai; lit. La llibertat és el paradís, 1989) i Я хотела увидеть ангелов (Ia khotela uvidet angelov; lit. Vull veure àngels, 1992). Es va traslladar després als Estats Units, on va començar a treballar amb la seva dona Caroline Cavalero.
La pel·lícula antibèl·lica sobre la guerra txetxena Kavkazski plennik (lit. El presoner del Caucas) va rebre el Premi Nika a la millor pel·lícula de l'any el 1997 i el Premi Felix de l'Acadèmia de Cinema Europeu pel guió. També fou nominda als Premis Oscar i als Globus d'Or, en ambdós casos la categoria de millor pel·lícula de parla no anglesa.
Sergei Bodrov és l'autor de diverses col·leccions de contes i fulletons. Com a guionista, destaca la seva contribució a la pel·lícula Est-Ouest del cineasta Regis Warnier.
Des de principis dels anys 90 viu als Estats Units.

## Família
- Primera muller: Valentina Nikolaevna Bodrova, professora de la Facultat d'Història de la Universitat Estatal de Moscou.
  - Fill: l'actor i director de cinema Sergei Bodrov Jr. (27 de desembre de 1971 - 20 de setembre de 2002). Va morir en una allau de neu al congost de Karmadon durant els treballs de rodatge de la pel·lícula Sviaznoi, no finalitzada.
    - Nets: Olga Sergeevna Bodrova (nascuda el 24 de juliol de 1998), Aleksander Sergeevitx Bodrov (nascut el 27 d'agost de 2002).
      - Besnéta: Liubov Sergeevna Bistrova (nascuda el març de 2023 de la part de la família d'Olga Bodrova)
- Segona muller: Klara Mikhailovna Vissotskaia.
- Tercera muller: Aijan Bekkulova, artista de Kazakhstan i propietària del saló d'art ASSIA a Almati.[3]
  - Filla: Asia Sergeevna (Asia) Bodrova-Bekkulova, de professió artista-dissenyadora.[4]
- Quarta muller: Carolin Cavaliero, directora, guionista i productora.[5]

## Filmografia
| Any  | Pel·lícula                                                                | Càrrec                         | Notes                               |
| ---- | ------------------------------------------------------------------------- | ------------------------------ | ----------------------------------- |
| 1960 | Pervoe svidanie (Первое свидание)                                         | Actor                          | Episodi                             |
| 1974 | Golassa Voini (Голоса войны)                                              | Director                       | Curtmetratge                        |
| 1974 | Fitil (Фитиль)                                                            | Guionista                      | Kinojurnal № 139                    |
| 1978 | Balamut (Баламут)                                                         | Guionista                      |                                     |
| 1979 | Moia Anfissa (Моя Анфиса)                                                 | Guionista                      |                                     |
| 1981 | Liubimaia jenxina mekhanika Gabriova (Любимая женщина механика Гаврилова) | Guionista, actor               | Paper: mariner                      |
| 1981 | Otrajenie (Отражение)                                                     | Guionista                      |                                     |
| 1983 | Molodie liudi (Молодые люди)                                              | Guionista                      |                                     |
| 1983 | Dolgi mletxni put (Долгий млечный путь)                                   | Guionista                      |                                     |
| 1984 | Otxen vajnaia persona (Очень важная персона)                              | Guionista                      |                                     |
| 1984 | Sladki sok vnutri travi (Сладкий сок внутри травы)                        | Director, guionista            |                                     |
| 1984 | Iurka - sin komandira (Юрка — сын командира)                              | Guionista                      |                                     |
| 1985 | Ne khodite, devki, zamuj (Не ходите, девки, замуж)                        | Guionista                      |                                     |
| 1985 | Moi dom na zelenikh kholmakh (Мой дом на зелёных холмах)                  | Guionista                      |                                     |
| 1985 | Neprofessionalni (Непрофессионалы)                                        | Director, guionista            |                                     |
| 1986 | Txujaia belaia i riaboi (Чужая белая и рябой)                             | Actor                          | Paper: soldat                       |
| 1986 | Ia tebia nenaviju (Я тебя ненавижу)                                       | Director, guionista            | Telefilm                            |
| 1988 | Na pjmoix, bratsi (На помощь, братцы!)                                    | Guionista                      |                                     |
| 1988 | Frantsuz (Француз)                                                        | Guionista                      |                                     |
| 1989 | Katala (Катала)                                                           | Director, guionista            |                                     |
| 1989 | SER (СЭР)                                                                 | Director, guionista            |                                     |
| 1989 | Sumasxedxi (Сумасшедший)                                                  | Guionista                      |                                     |
| 1989 | ...i bsia liuvob (…И вся любовь)                                          | Guionista                      |                                     |
| 1989 | Sin (Сын)                                                                 | Guionista                      |                                     |
| 1990 | Nax txelovek v San-Remo (Наш человек в Сан-Ремо)                          | Guionista                      |                                     |
| 1991 | Raiskaia Ptitxka (Райская птичка)                                         | Guionista                      |                                     |
| 1992 | Beli korol, krasnaia koroleva (Белый король, красная королева)            | Director, guionista            |                                     |
| 1992 | Ia khotela uvidet angelov (Я хотела увидеть ангелов)                      | Director, guionista            |                                     |
| 1994 | Liubit kogo-to (Любить кого-то)                                           | Guionista, productor associat  |                                     |
| 1995 | Zapiski iz podpolia (Записки из подполья)                                 | Ajudant de direcció            |                                     |
| 1996 | Kavkazski plennik (Кавказский пленник)                                    | Director, guionista, productor |                                     |
| 1999 | Beguxi svobodnim (Бегущий свободным)                                      | Director                       |                                     |
| 1999 | Bostok-Zapad / Est-Ouest (Восток-Запад)                                   | Guionista                      |                                     |
| 2001 | Davai sdelaem eto po-bistromu (Давай сделаем это по-быстрому)             | Director, guionista, productor |                                     |
| 2001 | Sestri (Сёстры)                                                           | Guionista                      |                                     |
| 2002 | Medveji potselui (Медвежий поцелуй)                                       | Director, guionista, productor |                                     |
| 2004 | Xiza (Шиzа)                                                               | Guionista, productor           |                                     |
| 2005 | Kotxevnik (Кочевник)                                                      | Director                       |                                     |
| 2007 | Mongol (Монгол)                                                           | Director, guionista, productor |                                     |
| 2007 | Piani moriak (Пьяный моряк)                                               | Director, guionista, productor | Pel·lícula documental               |
| 2008 | Baksi (Баксы)                                                             | Guionista, productor           |                                     |
| 2008 | Istori o pravakh txeloveka (Истории о правах человека)                    | Director, guionista, productor | Almanac de cinema (apartat «Голос») |
| 2008 | Mustafa xokai (Мустафа Шокай)                                             | Guionista                      | Episodi                             |
| 2009 | 42. Odin proriv voobrajenia (42. Один прорыв воображения)                 | Director                       | Almanac de cinema (1 новелла)       |
| 2010 | Dotx iakuzi (Дочь якудзы)                                                 | Director, guionista, productor |                                     |
| 2014 | Sedmoi sin (Седьмой сын)                                                  | Director                       |                                     |
| 2014 | Prosluxivanie (Прослушивание)                                             | Productor                      | Curtmetratge                        |
| 2014 | Darkhan (Дархан)                                                          | Productor                      | Pel·lícula documental               |
| 2015 | Ritsar kubkov (Рыцарь кубков)                                             | Actor                          | Paper: Serguei                      |
| 2020 | Kalaixnikov (Калашников)                                                  | Guionista, productor           |                                     |
| 2022 | Dixite svobodno (Дышите свободно)                                         | Director, guionista            |                                     |

## Premis i nominacions
- 1971 - Premi Vedell d'or del diari Literaturnaia Gazeta.
- Kavkazski plennik
  - 1996 - Premi de la crítica internacional FIPRESCI al Festival Internacional de Cinema de Canes.
  - 1997 - Premi Nika a la millor pel·ícula i millor direcció.
  - 1997 - Nominació als Premis Oscar a la categoria Millor pel·lícula de parla no anglesa.
  - 1997 - Nominacio als Globus d'Or a la categoria Millor pel·lícula de parla no anglesa.
- Mongol
  - 2008 - Premi Nika a la millor pel·lícula i millor direcció.
  - 2008 - Nominació als Premis Oscar a la categoria Millor pel·lícula de parla no anglesa.
- 2016 - Premi especial "Per la contribució al cinema rus i internacional" al 27è festival de cinema Kinotavr ("per a un director que va combinar de manera sorprenent l'entonació de l'autor, la fascinació de la història, el desig de trobar un llenguatge comú amb un públic multitudinari, absolut intransigència en totes les seves pel·lícules”).[6]